# Corps Isaria
Das Corps Isaria ist eine Studentenverbindung im Kösener Senioren-Convents-Verband (KSCV). Es steht zu Mensur und Couleur. Es vereint Studenten und Alumni der Ludwig-Maximilians-Universität, der Technischen Universität München und der Universität der Bundeswehr München. Die Corpsmitglieder werden Isaren genannt.

## Couleur
Isaria hat die Farben grün-weiß-blau mit silberner Perkussion. Dazu wird eine grüne Mütze getragen. Die Isarenfüchse tragen ein Fuchsenband in weiß-grün.
Der Wahlspruch lautet Virtus et honos („Tugend und Ehre!“). Der Wappenspruch ist Sit ensis noster vindex!.

## Geschichte
Das Corps Isaria wurde am 13. Juli 1821 an der Universität Landshut unter der Führung von Anton von Nagel zu Aichberg als Folge einer Teilung der damaligen dortigen bayerischen Landsmannschaft gestiftet. Nach der Verlegung der Universität nach München (1826) übersiedelte auch das Corps in die bayrische Landeshauptstadt. Um die Jahreswende 1831/32, als die Gesamtstudentenschaft von einer zunehmenden Politisierung ergriffen wurde, arbeitete Isaria unter Beibehaltung ihrer Eigenständigkeit und ihrer landsmannschaftlichen Formen mit der Burschenschaft Germania in einem Verein liberaler Studenten zusammen. Von der Staatsregierung wurde das Corps deshalb am 10. April 1832 aufgelöst. Isaria bestand noch bis 1834 im Geheimen weiter, löste sich dann aber endgültig auf.

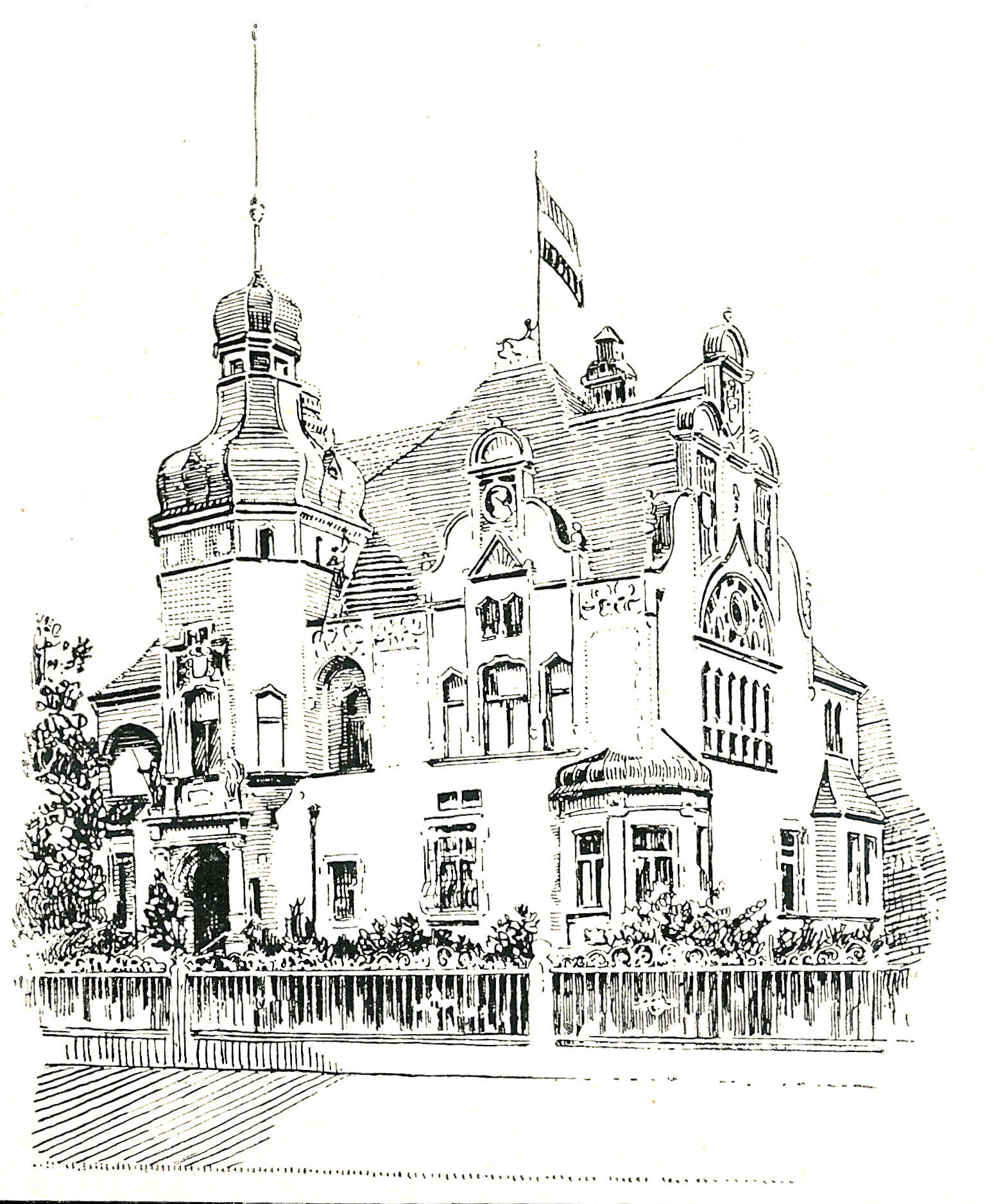
Früheres Isarenhaus, Maria-Theresia-Straße 2

Am 8. August 1844 gründeten ehemalige Mitglieder des Corps Bavaria München eine neue Isaria, die jedoch zunächst keine Anerkennung durch den SC und die Behörden fand. Die Wiederbegründer des Corps hielten über drei Jahre lang aus, bis ihnen nach dem Sturz des bisherigen ultramontanen Ministeriums und dem Beginn einer liberaleren Regierungsrichtung am 2. Mai 1847 die königliche Garantie erteilt wurde. Als Vertreter des Münchner Senioren-Convents (MSC) beteiligte sich Isaria 1848 an der Gründung des Kösener Senioren-Convents-Verbands (KSCV), ratifizierte den Beitritt allerdings erst im Jahr 1862. Am 4. Februar 1849 erfolgte die Umwandlung in ein Lebenscorps. Im Jahre 1862 wurde die Isaria von 1844 vom SC auch offiziell als Nachfolger der Isaria von 1821 anerkannt. 1873 erfolgte die Rückumwandlung in ein Waffencorps; eine treibende Kraft war Philipp Zorn.
1900–1901 wurde das Corpshaus der Isaria an der Maria-Theresia-Straße nach Plänen des Architekten Eugen Drollinger errichtet.
Aufgrund der Struktur seiner Verhältnisse zu anderen Corps wird das Corps Isaria heute zum Blauen Kreis innerhalb des KSCV gezählt. Die Corps dieses Kreises führen das sogenannte Gesellschaftsprinzip, d. h. die Pflege des gesellschaftlichen Lebens an dem jeweiligen Hochschulort. Im Zuge dessen werden Bälle und Partys, Vorträge und andere kulturelle Veranstaltungen angeboten, zu denen die gesamte Studentenschaft eingeladen ist. Traditionell begleiten Vertreter des Corps Isaria auch die Debütantinnen des Chrysanthemenballs, einer von 1925 bis 2017 stattfindenden Benefiz-Gala in München zu Gunsten hilfsbedürftiger Kinder.
2002/03 war Isaria präsidierendes Vorortcorps im KSCV und stellte mit Philipp Mauch den Vorsitzenden des oKC.

## Auswärtige Beziehungen

### Kartelle
- Corps Suevia Heidelberg (seit 1873 befreundet, seit 1914 als Kartell)
- Corps Moenania Würzburg (seit 1919 befreundet, seit 1952 als Kartell)
- Corps Marchia Berlin (seit 1927 befreundet, seit 1962 als Kartell)
- Corps Rhenania Tübingen (seit 2019, Wiederaufnahme als Kartell)

### Befreundete
- Corps Hannovera Göttingen (1879)
- Corps Teutonia Marburg (1887/1879)
- Corps Rheno-Guestphalia zu Münster (1914)
- Corps Guestphalia Bonn (1920)
- Corps Masovia Königsberg zu Potsdam (1921/1887)
- Corps Palaiomarchia-Masovia Kiel (1950)

## Mitglieder
In alphabetischer Reihenfolge
- Maximilian von Arco-Valley (1806–1875), Abgeordneter im Zollparlament
- Fritz Bayerlein (1905–1996), Textilfabrikant, Mitglied des Bayerischen Senats
- Johann Georg Beilhack (1802–1864), Sprachwissenschafter, Pädagoge und Rektor am Maximiliansgymnasium München
- Hermann von Beisler (1790–1859), bayerischer Innenminister und Mitglied der Frankfurter Nationalversammlung
- Manfred Bode (1941–2018), Unternehmer, Aufsichtsratsvorsitzender des deutschen Rüstungsunternehmens Krauss-Maffei Wegmann
- Ernst von Bomhard (1833–1912), Senatspräsident am Reichsgericht
- Sebastian von Bomhard (* 1961), deutscher Internetpionier und Unternehmer
- Hero Brahms (* 1941), deutscher Industriemanager
- Norbert Brinkmann (1912–1997), saarländischer Politiker
- Leopold von Casselmann (1858–1930), Mitglied der Bayerischen Abgeordnetenkammer, Oberbürgermeister und Ehrenbürger der Stadt Bayreuth, MdR
- Friedrich von Chlingensperg auf Berg (1860–1944), Regierungspräsident, Bewahrer der Bayerischen Pfalz
- Sebastian Franz von Daxenberger (1809–1878), Politiker und Dichterjurist
- Hermann Döring (1888–1945), Vater der Luftfahrtversicherung
- Martin Dossmann (* 1954), Hauptgeschäftsführer der Bauwirtschaft Rheinland-Pfalz, Honorarprofessor für privates Baurecht an der Hochschule Mainz
- Emil Dursy (1828–1878), Anatom und Zoologe in Tübingen
- Gottfried Feder (1883–1941), nationalsozialistischer Wirtschaftswissenschaftler
- Gottfried von Feder (1806–1892), Regierungspräsident, Präsident des Bayerischen Verwaltungsgerichtshofs, MdR
- Edwin Fels (1888–1983), Geograph, Mitbegründer der Freien Universität Berlin
- Heinrich Konrad Föringer (1802–1880), Bibliothekar, Archivar und Förderer des Historischen Vereins von Oberbayern
- Otto Frank (1865–1944), Physiologe in München
- Friedrich Frankenbach (1884–1942), Verwaltungsjurist
- Franz Gambs (1846–1917), württembergischer Oberamtmann und Amtsoberamtmann
- August Ritter von Ganghofer (1827–1900), Chef des Bayerischen Forstwesens, Vater von Ludwig Ganghofer
- Alexander von Geiger (1808–1891), Industrieller, französischer Politiker
- Alfred von Gescher (1844–1932), preußischer Regierungspräsident
- Otto Grashey (1833–1912), Tiermaler und Jagdschriftsteller
- Fritjof Haft (* 1940), Strafrechtler
- August von Hauner (1811–1884), Pädiater, Gründer des Haunerschen Kinderspitals in München
- André Helfferich (um 1859–1905), Landrat in Saarlouis
- Ulrich Hildebrandt (* 1949), deutscher Arzt
- Heinrich von Hofstätter (1805–1875), Bischof von Passau (1839–1875)
- Franz Xaver von Hofstetten (1811–1883), Landschaftsmaler
- Wilhelm Humser (1870–1938), Major i. G., Träger des Pour le Mérite
- Albert von Keller (1844–1920), Schweizer Maler
- Detlef Kleinert (1932–2016), Bundestagsabgeordneter für die FDP (1969–1998)
- Franz Ritter von Kobell (1803–1882), Mineraloge und Mundartdichter
- Ludwig von Kobell (1840–1907), Regierungspräsident von Unterfranken, bayerischer Kämmerer
- Dietrich Kohl (1861–1943), Philologe, Lehrer und Archivar in Oldenburg
- Wilhelm Kohlhaas (1899–1995), Offizier, Jurist und Autor
- Rudolf Krull (1886–1961), Landrat des Kreises Niederung, Direktor der Deutschen Werft AG
- Heinrich Krumbhaar (1867–1939), Zeitungsverleger
- Friedrich Kunstmann (1811–1867), Professor für Kirchenrecht in München
- Utto Lang (1806–1884), deutscher Ordensgeistlicher, Abt von Metten
- Robert Langerhans (1859–1904), Pathologe in Berlin
- Josef Leinauer (1831–1891), Opernsänger
- Karl Wilhelm Mandel (1851–1924), Kreisdirektor in Erstein, Unterstaatssekretär für Elsaß-Lothringen
- Anselm Martin (1807–1882), Tokologe
- Karl Menzel (1835–1897), Professor für Geschichte in Bonn
- Dirk Meyer-Scharenberg (* 1954), deutscher Wirtschaftswissenschaftler und Hochschullehrer
- Malte Müller-Wrede (* 1964), Rechtsanwalt
- Ernst Munzinger (1887–1945), Offizier, als Mitwisser des 20. Juli erschossen
- Ernst Mutschler (* 1931), Pharmakologe
- Anton von Nagel zu Aichberg (1798–1859), Mitglied der Frankfurter Nationalversammlung
- Paul Nerreter (1905–1981), Jurist und Politiker
- Herbert Neumann (1888–1976), Landrat in Ostpreußen
- Maximilian Oberst (1849–1925), Chirurg
- Karl Ott (um 1843–1923), Kreisdirektor in Rappoltsweiler und Colmar, Präsident des Kaiserlichen Rats im Reichsland Elsaß-Lothringen
- Albert Pantenburg (1875–1933), Landrat des Kreises Lingen
- Hans Freiherr von Pechmann (1850–1902), Ordinarius für Chemie in Tübingen
- Maximilian Perty (1804–1884), Entomologe und Naturphilosoph, Ordinarius für Zoologie in Bern
- Franz Pfaff (1860–1926), Pharmakologe in Boston
- Theodor Pfülf (1866–1953), Regierungspräsident (Bayerische Pfalz und Niederbayern)
- Fritz Pinggéra (1876–1940), Sanitätsoffizier, zuletzt Generalstabsarzt der Reichsmarine
- Franz Graf von Pocci (1807–1876), Dichter und Zeichner
- Bernhard Graf von Rechberg (1806–1899), Ministerpräsident und Außenminister Österreichs
- August Reitmayr (1802–1874), Mitglied der Frankfurter Nationalversammlung
- Rudolf Reppert (1881–1968), Chemiker und Unternehmer, Landrat in Neuwied
- Sigmund von Riezler (1843–1927), Universitätsprofessor der bayerischen Geschichte, Vorstand des Maximilianeums
- Ernst Ludwig Rochholz (1809–1892), Historiker und Volkskundler
- August von Rothmund (1830–1906), Professor für Ophthalmologie
- Franz Christoph von Rothmund (1801–1891), Professor für Chirurgie
- Ludwig von Rücker (1865–1949), Bezirksamtmann in Aschaffenburg, Regierungspräsident der Oberpfalz
- Max Joseph Ruhwandl (1806–1890), Mitglied der Frankfurter Nationalversammlung
- Siegmund Freiherr von Schacky (1850–1913), deutscher Verwaltungsbeamter
- August von Schätz (1856–1911), Ministerialbeamter in Bayern
- Karl Scheele (1884–1966), Professor für Chirurgie
- Emil von Schelhorn (1828–1908), bayerischer Generalmajor
- Karl Schlösser (1857–1925), Professor für Ophthalmologie
- Matthias Schönermark (* 1964), Hochschullehrer, Unternehmer in der Biotechnologie
- Walter Schultze (1894–1979), NS-Funktionär und Reichsdozentenführer
- Maximilian von Seinsheim-Grünbach (1811–1885), Gutsbesitzer, Mitglied im Bayerischen Reichsrat, MdR
- Wilhelm Sick (1837–1899), Apotheker und Politiker
- Hans-Jochem Steim (* 1942), Unternehmer
- Ulrich Stille (1910–1976), Präsident der Physikalisch-Technischen Bundesanstalt
- Erich Stolleis (1906–1986), Bürgermeister von Landau in der Pfalz, Oberbürgermeister von Ludwigshafen am Rhein
- Ferdinand von Verger (1806–1867), bayerischer Diplomat
- Anton von Vogl (1834–1913), Mediziner und Chef des bayerischen Militärsanitätswesens
- Hilmar Wäckerle (1899–1941), erster Lagerkommandant des KZ Dachau (ausgetreten, wird nicht mehr als Corpsbruder geführt)
- Anton von Wehner (1850–1915), bayerischer Kultusminister (1903–1912)
- Heinrich Winchenbach (1837–1929), Richter am Reichsgericht
- Wilhelm von Wolf (1869–1943), Jurist in der bayerischen Finanzverwaltung
- Max Zenger (1837–1911), deutscher Komponist
- Philipp Zorn (1850–1928), Staatsrechtler, Rektor der Albertus-Universität, Kronsyndikus